# Volrath Tham
För andra betydelser, se Volrath Tham (olika betydelser).
Volrath Henrik Sebastian Tham (i riksdagen kallad Tham i Söderhamn, senare Tham i Stockholm), född 28 maj 1867 i Häggdånger, död 5 december 1946 i Stockholm, var en svensk industriman och riksdagsman (högern). Han var son till Vollrath Tham och Hélène Tham, sonson till Gustaf Tham, brorson till Wilhelm Tham och Sebastian Tham samt måg till Albert Werner Nykopp och far till Gustaf Tham.
Tham genomgick Nya Elementarskolan i Stockholm 1877–1885, var tjänsteman vid olika järnverk och gruvor 1885–1892, anställdes vid Bergvik och Ala Nya AB i Söderhamn 1892 och var verkställande direktör för 1900–1931. Han var ledamot av järnvägsrådet 1910–1922 och av handelsrådet 1917. Han var bland annat ordförande i Svenska cellulosaföreningen 1920–1931, i Svenska trävaruexportföreningen  1930–1931 och styrelseledamot i Svenska sågverksförbundet och Söderhamns stads sparbank till 1931.
Tham var ledamot av utredningen angående sulfitspritens användning för förtäring 1919–1920 och sakkunnig i utredningen angående Kalix Träindustri AB 1935–1936. Han var ledamot av Söderhamns stadsfullmäktige, ordförande där 1913–1919 och ledamot av byggnadsnämnden. Han var ledamot av Gävleborgs läns landsting 1918–1934. Han var riksdagsledamot i första kammaren för Gävleborgs läns valkrets vid lagtima riksmötet 1919 samt 1934–1936. I riksdagen tillhörde han första kammarens nationella parti, som 1935 uppgick i högerns riksdagsgrupp.